# 周俊民
周俊民（1505年—？），字明甫，號横山，直隸常州府無錫縣人，儒籍，明朝政治人物。

## 生平
嘉靖十年（1531年）辛卯科應天府鄉試第九十二名舉人。嘉靖二十年（1541年）中式辛丑科會試第二百二十名，登第三甲第一百六十四名進士。二十三年任浙江山陰縣知縣。

## 家族
曾祖周勗；祖父周玉；父周臣，號五湖；母葉氏。子德延、德良、德光。